# غريس نيل
غريس نيل (بالإنجليزية: Elizabeth Grace Neill)‏ هي ممرضة نيوزيلندية، ولدت في 26 مايو 1846، وتوفيت في 18 أغسطس 1926.